# Dead Star
Dead Star is een nummer van de Britse rockband Muse en is afkomstig van het verzamelalbum Hullabaloo Soundtrack. Het nummer is tevens te vinden op de single Dead Star/In Your World.

## Achtergrond
Het nummer werd door zanger en gitarist Matthew Bellamy geschreven vlak na de aanslagen op 11 september 2001 in de Verenigde Staten. Centraal in het nummer staan de algehele reacties op het gebeuren.
Op 4 oktober 2001 werd het nummer voor het eerst live gespeeld tijdens een concert in Plymouth.

## Videoclip
De videoclip van het nummer is opgenomen in het huis van Winston Churchill in Brighton. De video is geregisseerd door Thomas Kirk en kostte 50 dollar om te maken. In de video zien we de band in het kelder van het huis, waar ze het nummer aan het spelen zijn.
Een tweede videoclip werd ook uitgebracht, deze bevat opnamen van concerten die de band gaf in 2001.